# Abdol-Aziz Mirza Farmanfarmaian
Abdol Aziz Farmanfarmaian (né à Chiraz en 1920, mort à Palma de Majorque le 21 juin 2013 (à 93 ans)) est un architecte iranien, fils d'Abdol Hossein Mirza Farmanfarma,  premier ministre iranien du 1er février 1915 au 2 juillet 1915 et membre de la dynastie Qajar d'Iran. 
En 1976, la société du nom d'AFFA (Abdol Aziz Farman-Farmaian et Associés) est créée pour le design du stade Azadi.